# Cristian Zenoni
Cristian Zenoni (* 23. April 1977 in Trescore Balneario) ist ein ehemaliger italienischer Fußballspieler und heutiger -trainer. Sein Zwillingsbruder Damiano Zenoni ist ebenfalls ehemaliger Profifußballer und aktueller Trainer.

## Spielerkarriere

### In den Vereinsmannschaften
Der Abwehrspieler Zenoni begann seine Karriere 1995 bei Atalanta Bergamo und wechselte 2001 zu Juventus Turin. 2003 verließ er den Verein und schloss sich Sampdoria Genua an, für den er in den folgenden fünf Jahren in der Serie A aktiv war. Im Sommer 2008 unterzeichnete der Defensivakteur beim FC Bologna. Nach zwei Jahren und 49 Partien in der höchsten italienischen Spielklasse wurde sein Vertrag im Sommer 2010 nicht verlängert. Im Oktober 2010 unterzeichnete Zenoni einen auf ein Jahr befristeten Vertrag beim Zweitligisten UC AlbinoLeffe. In der Spielzeit 2011/12 stand er im Kader der AC Monza. Von seinem ersten Ligaeinsatz am 13. November 2011 bis zum Saisonende kam er in 19 Ligabegegnungen und zwei Relegationsspielen zum Einsatz. Danach ließ er seine Karriere bei Grumellese ausklingen.

### In der Nationalmannschaft
Nachdem er sein Heimatland als Mitglied der italienischen U-21-Auswahl vertreten hatte und dabei von 1998 bis 1999 insgesamt drei Partien absolviert hatte, debütierte Zenoni am 28. Februar 2001 im Freundschaftsspiel gegen Argentinien für die Squadra Azzurra. Seine zweite Partie für die italienische Auswahl absolvierte der Abwehrspieler am 16. August 2006 gegen Kroatien.

## Trainerkarriere
Zenoni begann zeitgleich zu seinem Engagement als Spieler bei der AC Monza seine Trainerlaufbahn und übernahm Tätigkeiten im Jugendbereich. Von 2016 bis 2017 war er Trainer der U19 des FC Südtirol, bevor er wieder nach Monza zurückkehrte. 2019 war er kurze Zeit Co-Trainer seines Bruders Damiano bei Feralpisalò, 2021 war er Trainer des Amateurvereins Club Milano.